# メルカトル図法

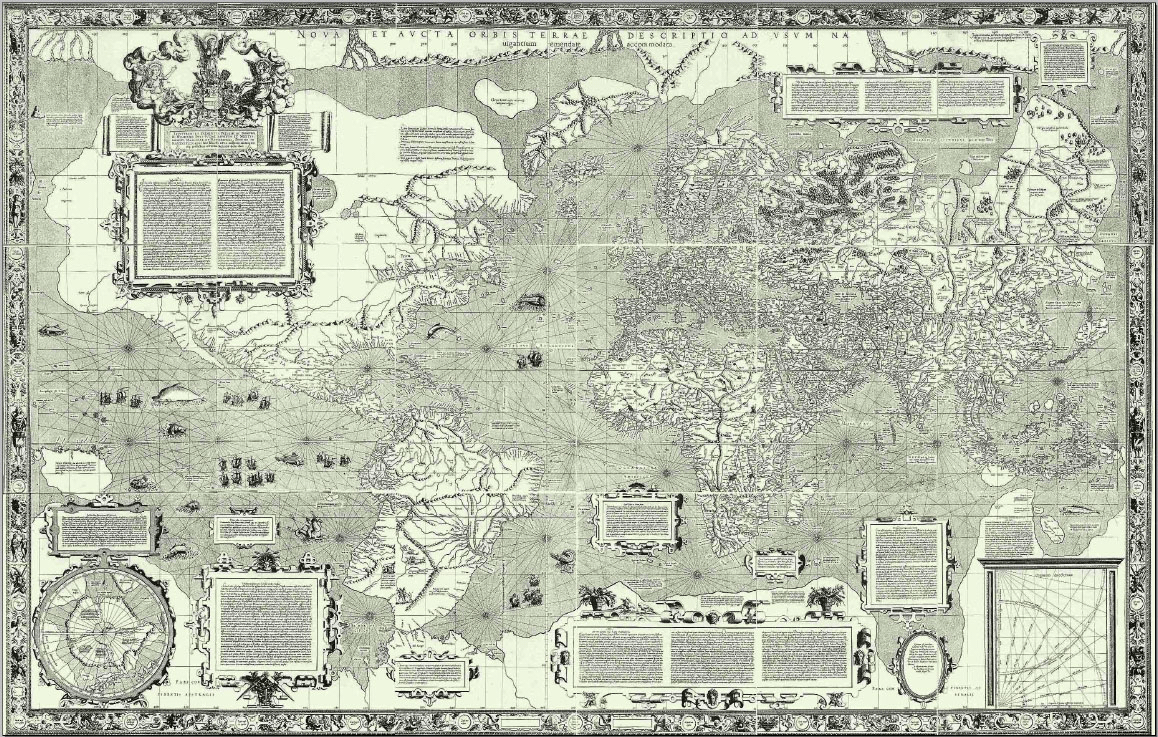
1569年にメルカトルが作成した地図

メルカトル図法（英語: Mercator projection）は、1569年にフランドル（現ベルギー）出身の地理学者ゲラルドゥス・メルカトルがデュースブルク（現ドイツ）で発表した地図に使われた投影法である。図の性質と作成方法から正角円筒図法ともいう。等角航路が直線で表されるため、海図・航路用地図として使われてきた。メルカトルが発案者というわけではなく、ドイツのエアハルト・エッツラウプが1511年に作成した地図にはすでに使われていた。

## 特徴
この図法では経線は平行直線に、緯線は経線に直交する平行直線になる。ところが正角性を維持するには、横方向・縦方向の拡大率を一致させる必要がある。緯線はすべて赤道と同じ長さになるので、高緯度地方に向かうにつれて実際の長さ（地球儀上の長さ）より横方向に拡大される。それに応じて縦方向（経線方向）にも拡大させるので、高緯度に向かうにつれ距離や面積が拡大されることになる。例えば緯度60度では、本来の緯線の長さは赤道の半分なので2倍に拡大され、したがって経線も2倍に拡大されるので、面積は4倍に拡大される。より高緯度のグリーンランドの面積は実際より17倍も拡大されている。
メルカトル図法の地図において、出発地と目的地との間に直線を引いて経線となす角度（「舵角」という）を測り、方位磁針を見ながら常にその角度へ進むようにすれば、（北磁極と真北の差を誤差として）目的地に到着する。このコースは航程線（等角航路）と呼ばれ、多くの場合に最短距離（大圏コース）から大きく外れるが、舵取りが容易なため羅針盤が発明された時代から広く利用されてきた。なお航程線が直線になるのは経線が平行直線であり、正角図法だからである。

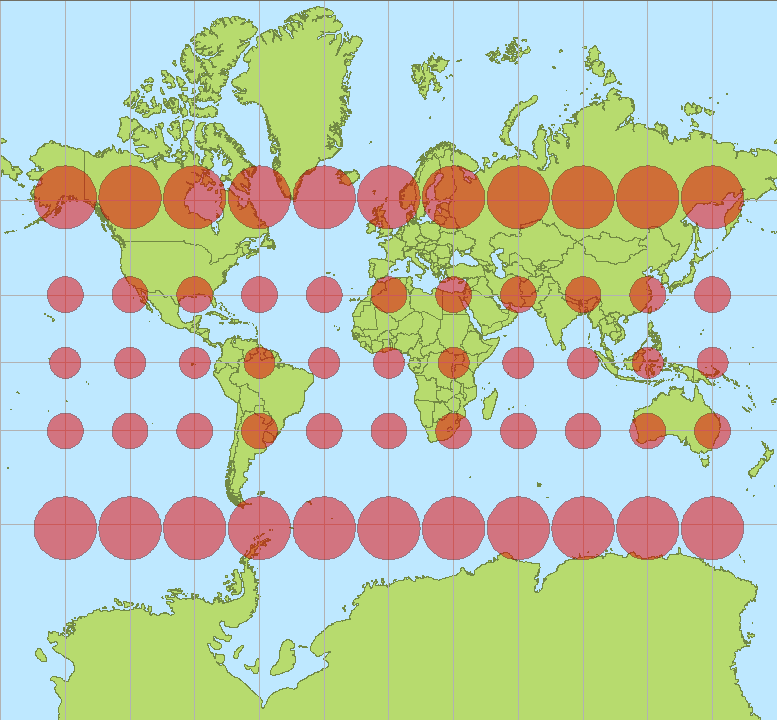
赤い円（テイソーの指示楕円）は、地球上の同じ大きさの円をメルカトル図法で投影したもの。どの円も小さければ歪むことなく円になるが、大きさは緯度によって異なる

メルカトル図法の大きな特徴は角度が正しい、すなわち十分狭い範囲だけを見ると形が正しいことである。一方で緯度によって縮尺が変化し、特に高緯度地方は著しく拡大されてしまう。そのため、広い範囲での角度、距離、面積比は正しくない。また極においては、極も赤道と同じ長さで表現されるので横方向に無限大に拡大され、正角性を維持するため縦方向も無限大に拡大しなければならない。これは実際には不可能なので、極を表現できない。よってメルカトル図法では原理的に世界全図を描けない。そこで高緯度地方が拡大しないよう、経線方向の伸びを圧縮したのがミラー図法である。世界全図が表現できるようになったが、正角性は失われている。
近年では、ネット上におけるシームレスな世界地図の表現方法として、メルカトル図法が用いられている。北が必ず上であり、正角図法であるため十分拡大すれば歪みが問題とならない。実際には、縮尺ごとに巨大なメルカトル図法の世界地図画像を用意し、要求された範囲だけを四角く切り抜いて送り出せばよい。ただし縮尺は緯度によって変わるので、比較のための尺を変化させる必要がある。

## 投影法の表式
地図の中央の経度が {\displaystyle \lambda _{0}} であるとき、半径を1とする単位球面における地理経緯度 {\displaystyle \lambda ,\,\varphi } の点が投影されるメルカトル図法の地図上の点 {\displaystyle x,\,y} は次式で与えられる。
{\displaystyle {\begin{aligned}x&=\lambda -\lambda _{0}\\y&=\ln \tan \left({\frac {\pi }{4}}+{\frac {\varphi }{2}}\right)\\&=\tanh ^{-1}\sin \varphi \\&=\operatorname {gd} ^{-1}\varphi \\\end{aligned}}}
次式は逆変換、すなわち図上位置 {\displaystyle x,\,y} から経緯度を与える。
{\displaystyle {\begin{aligned}\lambda &=x+\lambda _{0}\\\varphi &=2\tan ^{-1}\exp y-{\frac {\pi }{2}}\\&=\sin ^{-1}\tanh y\\&=\operatorname {gd} y\\\end{aligned}}}
ここで {\displaystyle \operatorname {gd} y} はグーデルマン関数である。グーデルマン関数の逆関数 {\displaystyle \operatorname {gd} ^{-1}\varphi } はランベルト関数とも呼ばれている。
ただし地球は扁球回転楕円体モデルがより正確なので、 {\displaystyle y} 座標を縮減する必要があり、長半径を1、第一離心率を {\displaystyle e} として、
{\displaystyle {\begin{aligned}y=\tanh ^{-1}\sin \varphi -e\tanh ^{-1}(e\sin \varphi )\end{aligned}}}
となる。この量を新たな緯度と見立てることもでき、その際にはこの量は“等長緯度“と称される。
この地表面上の微小距離{\displaystyle dt}と地図上の微小距離{\displaystyle ds}との関係（縮尺）は正角投影であるので方位角には依存しない。
{\displaystyle ds=\sec \varphi {\sqrt {1-e^{2}\sin ^{2}\varphi }}\ dt}
なおGoogle Maps（他の提供元の「web地図」も同様）では、{\displaystyle y} 座標の投影式で{\displaystyle e=0}とおいているので正確な正角投影にはならない。また投影上の地球半径はズームレベルに応じた値を用いている
{\displaystyle a_{\text{map}}={\frac {256\times 2^{zoomLevel}}{2\pi }}\ {\text{pixels}}}

## 歴史
メルカトルは、直線を引くことで等角航路が求まる地図を作ろうとしていたようである。
しかしながらメルカトルの時代にはまだ積分法が知られておらず、赤道から各緯度までの地図上の距離を示す定積分
{\displaystyle u=\int _{0}^{\varphi }\sec \theta {\rm {d}}\theta =\ln \tan \left({\frac {\pi }{4}}+{\frac {\varphi }{2}}\right)=\tanh ^{-1}\sin \varphi =\operatorname {gd} ^{-1}\varphi }
をメルカトルは級数として近似的に計算したにとどまり、作図に必要な数学的根拠を明らかにしなかったので、メルカトル図法は普及しなかった。
海図をはじめ世界図にも用いられるようになったのは、1599年にイギリスのエドワード・ライトが数値計算法（今日でいうリーマン和による方法）を用いて緯線距離を導き出し、作図に必要な数表を作成してからである。この定積分を求める問題は17世紀中期に地図学を目的とする数学上の関心事として取り沙汰されていた（正割関数の積分問題）が、当該積分はアイザック・バローによって初めて閉じた式として求められたとされ（年代不詳）、1668年にジェームス・グレゴリーによっても求められた。今日では、この緯線距離 {\displaystyle u} の式は上述のランベルト関数（逆グーデルマン関数）{\displaystyle \operatorname {gd} ^{-1}\varphi } に相当すると解釈される。

## 縮尺
世界地図レベルの広域地図の場合は赤道上の縮尺をその地図の縮尺として表示することが多いが、縮尺の変化があまりに大きいので、緯度別のスケールを書くことも多い。
海図のように比較的限られた範囲を描く場合は「1/1,000,000（北緯35度）」のように緯度を指定して縮尺を表示する。さらに狭い範囲の場合は、地図の中央など図中の決められた地点の縮尺を表示する。（十分狭い場合は縮尺の変化を無視できる）。赤道上を縮尺の基準とする場合を接円筒型 (tangent type) 、赤道以外の緯度を縮尺の基準とする場合を割円筒型 (secant type) と呼ぶ場合がある。
短い距離の簡易的な測定方法としては、地図上で長さを測り、その長さを同じ緯度付近で経線方向にし、緯度差が何度に相当するかを確認し、1度あたりの子午線弧長を約111km（1分あたり1海里）で換算する。
横メルカトル図法や斜軸メルカトル図法のように、緯度だけあるいは経度だけで簡単に縮尺変化を表現できない場合、表記縮尺に対して基準線の縮尺をどれだけ小さくするかを縮尺係数として指定する。ただしこれらの図法は比較的大きな縮尺で用いられるので、精密な測定をするのでなければ意識する必要はない。

## 派生図法
通常「メルカトル図法」といえば赤道を基準線として、南北に離れると拡大する図法を指すが、他の大円も基準線にできる。子午線を基準線としたものを横メルカトル図法、それ以外の大円を基準線としたものを斜軸メルカトル図法という。さらに地球を回転楕円体として考慮した横メルカトル図法は特にガウス・クリューゲル図法とも呼ばれる。これらは通常のメルカトル図法（円筒図法）のもっとも目立つ特徴である「経線と緯線が直交する直線である」性質が失われるので、小縮尺の世界地図にはあまり使われない。しかし、他の正角図法である平射図法やランベルト正角円錐図法と比べると、
- 基準線が直線になる
- その基準線と平行な直線上で縮尺が同じ

などの利点もある。そのため地形図など中縮尺～大縮尺地図の図法として、対象地域の近くに基準線を設定し、基準線近辺のごく狭い範囲に限定して使用されることが多い（ユニバーサル横メルカトル図法参照）。